# Ossetano
L'ossetano o ossido di 1,3-propilene, noto anche come  ossido di trimetilene, è un composto eterociclico a quattro termini contenente tre atomi di carbonio e uno di ossigeno ed è quindi un etere ciclico, l'omologo superiore dell'ossido di etilene. La sua formula molecolare è (CH2)3O e a temperatura ambiente si presenta come un liquido mobile incolore, molto volatile e infiammabile, dall'odore aromatico gradevole.

## Proprietà
L'ossetano è solubile in acqua in ogni proporzione (come anche il suo omologo a cinque termini, il tetraidrofurano (THF) e altrettanto in alcool; è inoltre molto solubile in etere, acetone e nei comuni solventi organici. La molecola è un po' più polare (μ = 1,94 D) dell'ossido di etilene (μ = 1,89 D) e dell'acqua (μ = 1,86 D).
Sebbene non sia un epossido partecipa, limitatamente, ad alcune reazioni d'apertura d'anello (reazioni di addizione) che sono tipiche degli epossidi. Questo perché negli anelli a quattro termini permane una certa tensione d'anello, che però risulta minore che nel ciclobutano, da cui l'ossetano formalmente deriva. Mentre infatti la tensione angolare (parte della tensione d'anello dovuta agli angoli di legame) è praticamente invariata (anelli a quattro termini per entrambi), la tensione di eclissamento è un po' minore, derivando da 3 metileni (CH2) soggetti ad eclissamento in conformazione planare, invece di 4. Questo comporta che l'anello dell'ossetano, pur piegato lungo le diagonali (alternativamente), è più vicino alla planarità di quello del ciclobutano.

## Sintesi
Un metodo tipico di sintesi consiste nella reazione fra l'idrossido di potassio e il 3-cloropropil acetato a 150 °C:
La resa in ossetano di questa reazione è del 40% circa, avendosi una varietà di sottoprodotti.
Un metodo alternativo sfrutta la ciclizzazione del 3-cloropropan-1-olo in presenza di una base forte:
La resa di quest'ultima reazione è ancora inferiore a quella della precedente (20-25%).
Un'altra possibile sintesi usa la reazione di Paternò-Büchi. L'anello di ossetano può formarsi pure tramite la ciclizzazione di un diolo e la decarbossilazione di esteri ciclici dell'acido carbonico a sei atomi.

## Reattività
Reagisce con i reattivi di Grignard o con i reattivi di organolitio in soluzione eterea alchilandosi al C-2 (o C-4): 
(CH2)3O + RMgX  →  R(CH2)3OH
(CH2)3O + RLi  →  R(CH2)3OH
ad esempio, con CH3MgI (o con metilitio) in THF dà, dopo idrolisi, l'1-butanolo. 
Reagisce con le ammine per dare 1,3-amminopropanoli:
(CH2)3O + RNH2  →  RNH(CH2)3OH
Gli acidi di Lewis come il trifluoruro di boro (BF3) possono legarsi all'ossetano attraverso un doppietto non condiviso dell'ossigeno. Utilizzando come solvente il diclorometano, in questo modo si ottiene una ciclo-oligomerizzazione con la formazione prevalente di un trimero ciclico (1):
In condizioni di reazione differenti, specialmente in presenza di acqua, si ottengono polieteri  lineari [–CH2CH2CH2O–]n.

## Presenza in natura
Il taxolo è un composto naturale, estratto originariamente dalla corteccia del tasso del Pacifico (Taxus brevifolia), che contiene un anello di ossetanico e viene utilizzato come farmaco anticancro in grado di inibire la mitosi.